# قایق موتوری

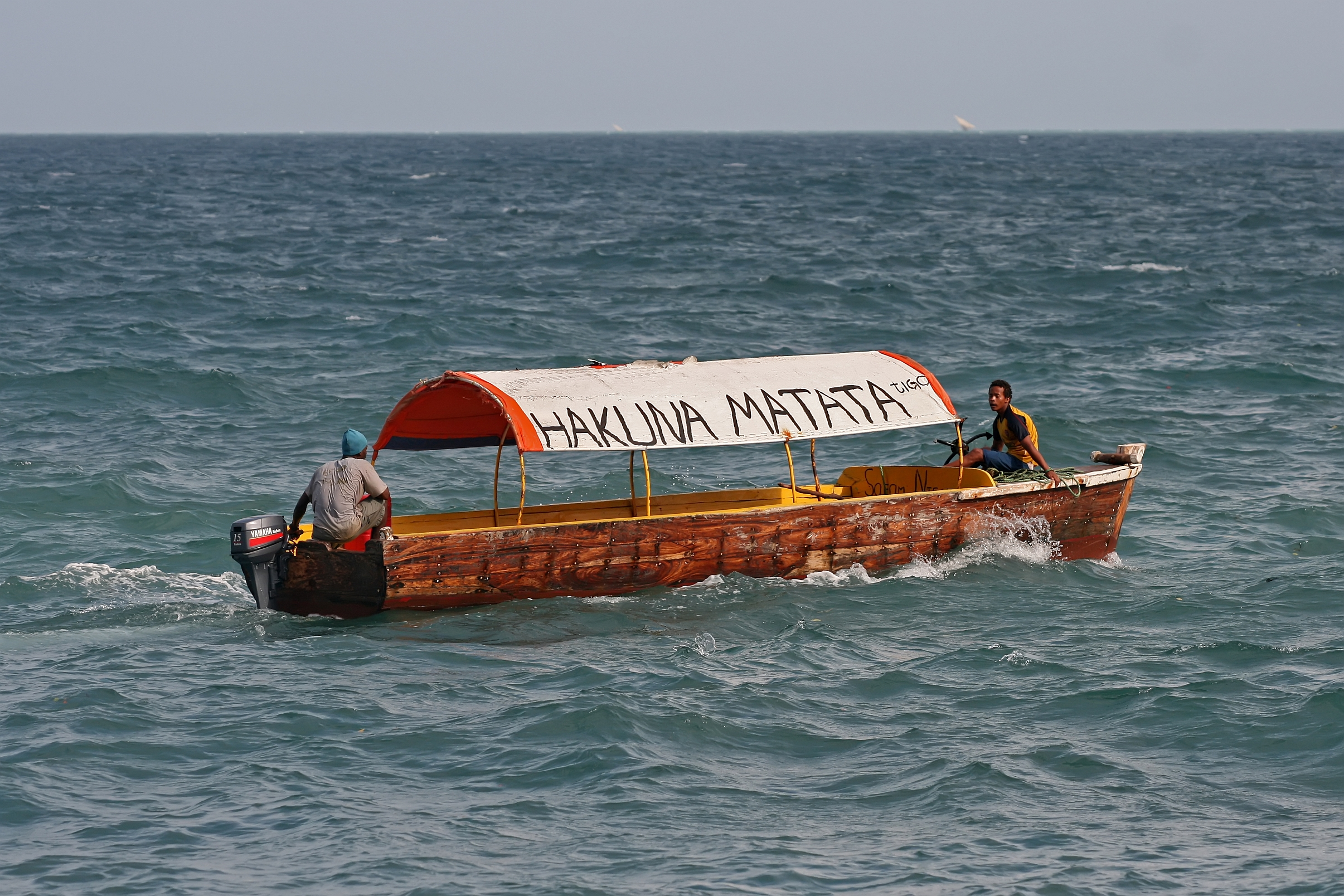
یک قایق موتوری با موتور خارجی

قایق موتوری قایقی است که توسط موتور قایق‌رانی نیرو می‌گیرد. بعضی از قایق موتوری‌ها دارای موتور داخلی و برخی دارای موتور خارجی نصب شده بر پشت قایق که شامل موتور درون‌سوز، گیربکس و ملخ در یک واحد قابل حمل هستند.

## نگارخانه

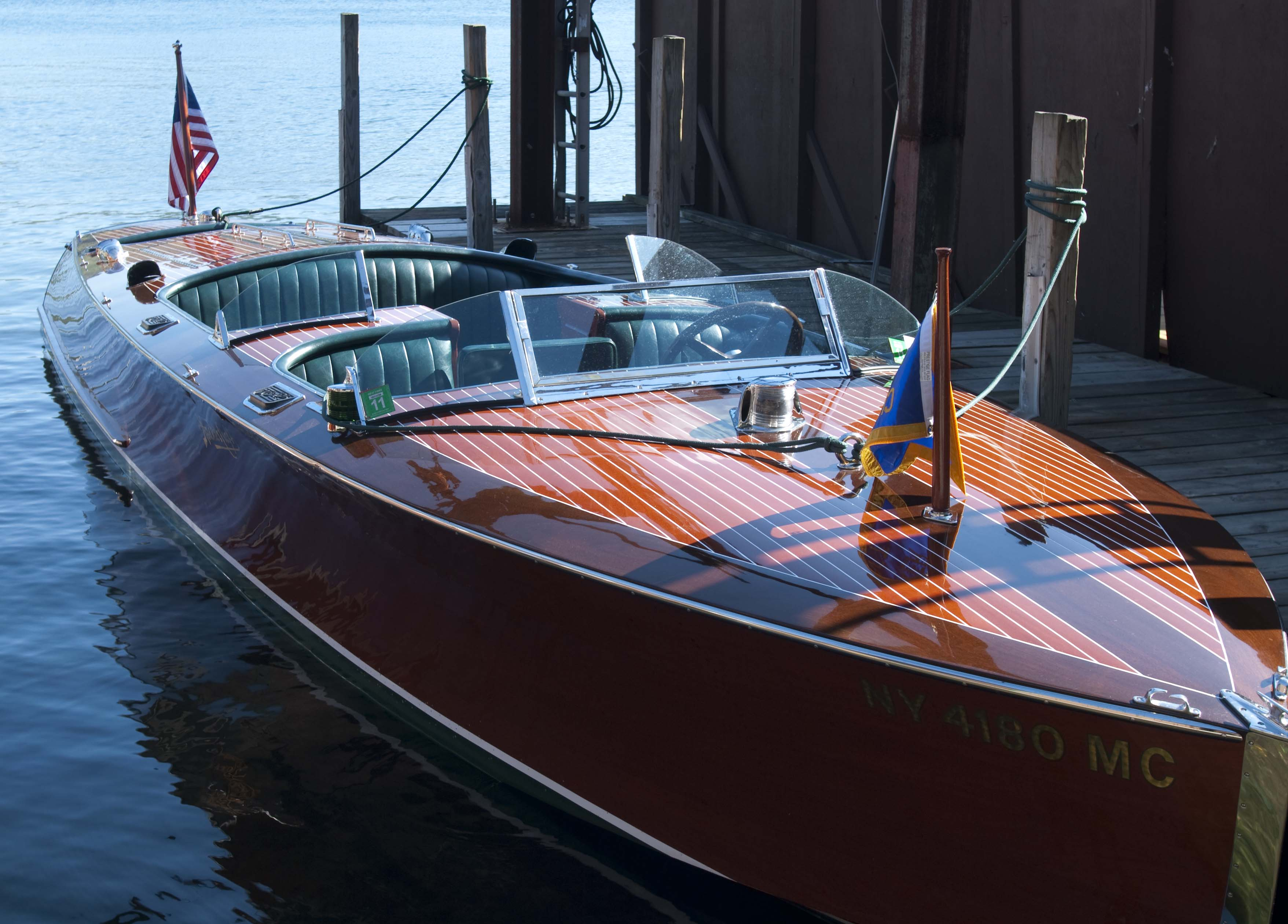
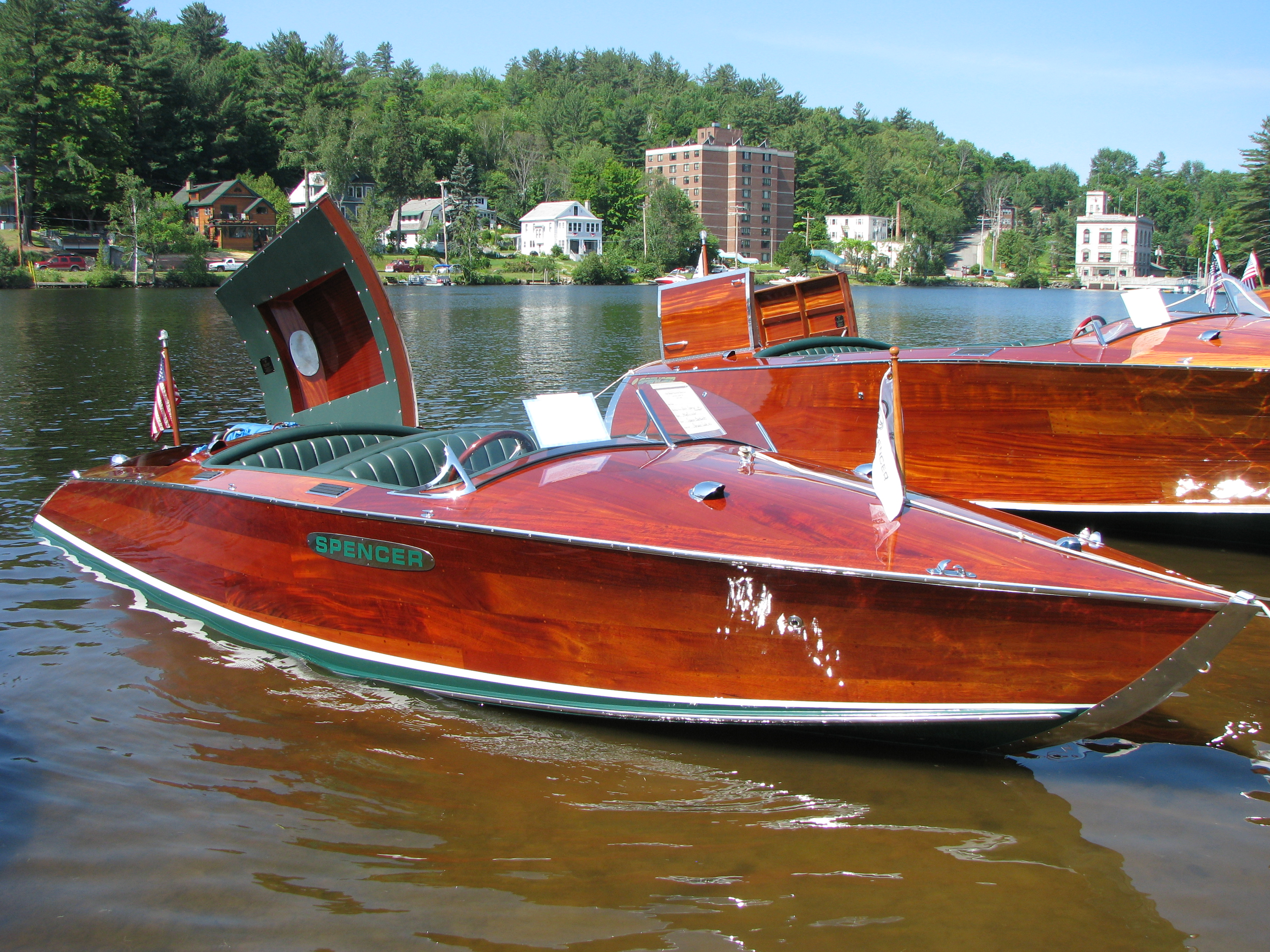
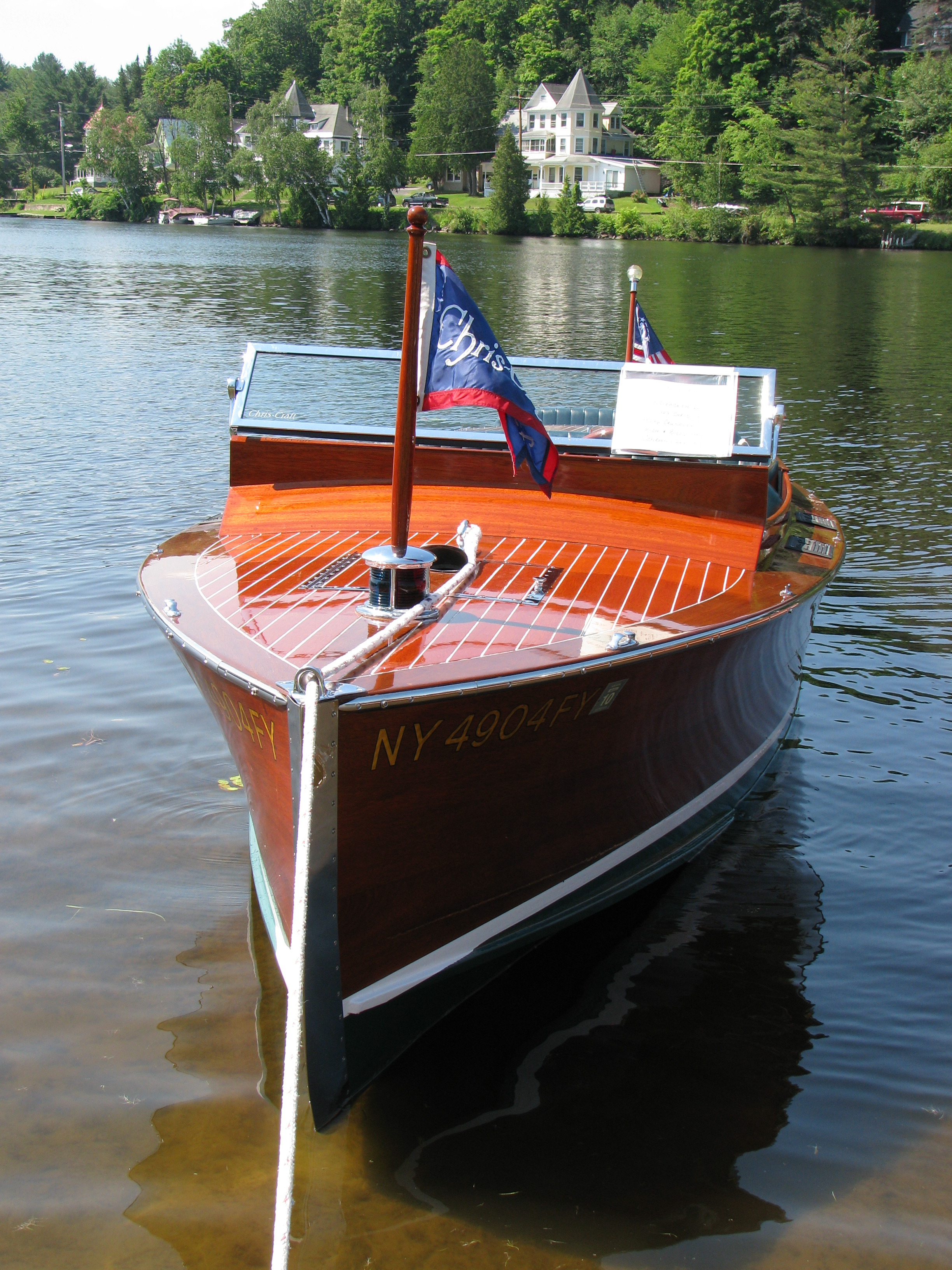
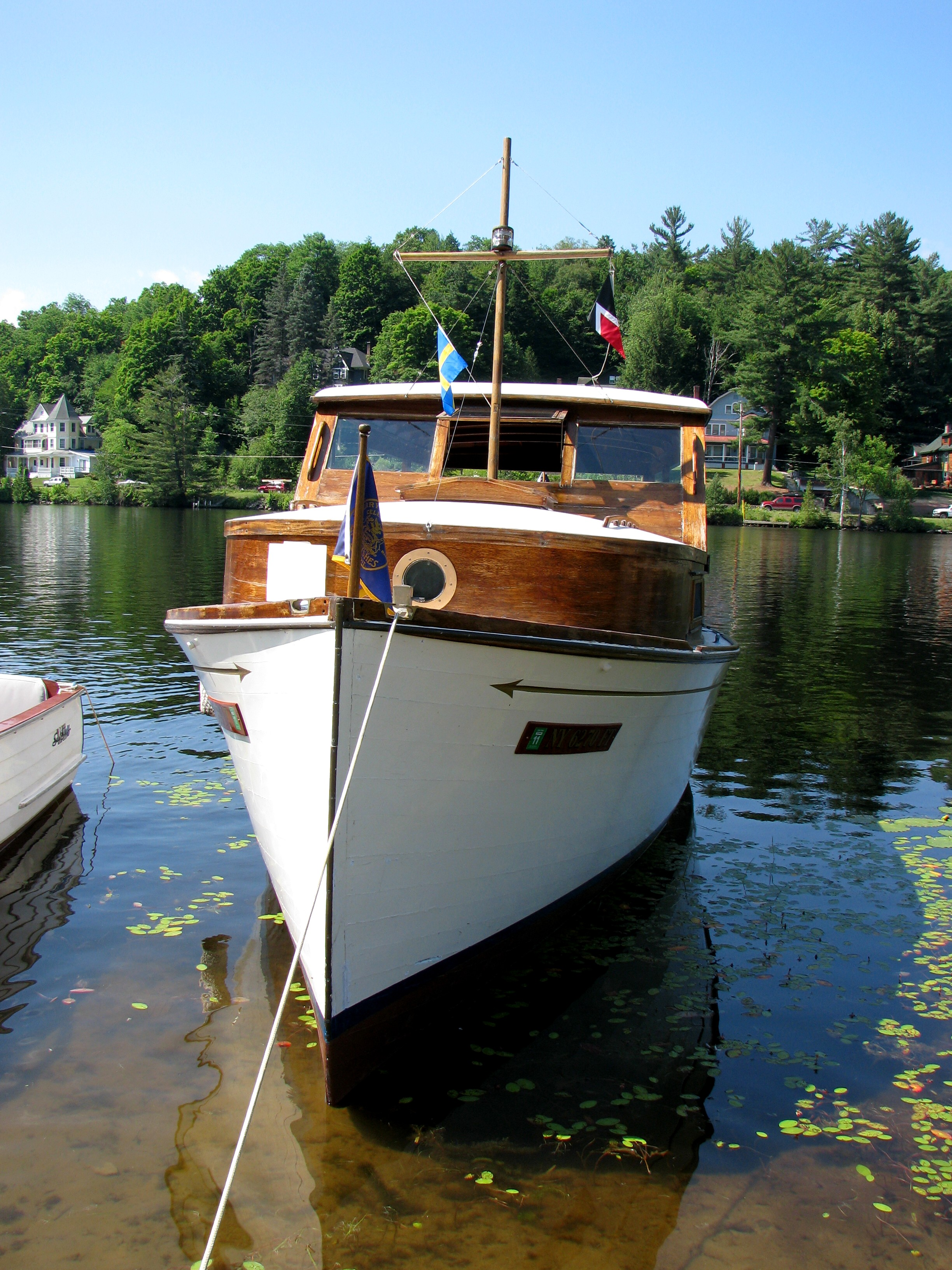